# مارتن كيلر
مارتن كيلر (بالألمانية: Martin Keller)‏ هو عداء سريع ألماني، ولد في 26 سبتمبر 1986 في روخليتس في ألمانيا.

## وصلات خارجية
- مارتن كيلر على موقع الاتحاد الدولي لألعاب القوى (الإنجليزية)
- مارتن كيلر على موقع الدوري الماسي (الإنجليزية)
- مارتن كيلر على موقع أوليمبيديا (الإنجليزية)
- مارتن كيلر على موقع اللجنة الأولمبية الألمانية (الألمانية)